# Moldavské knížectví
Moldavské knížectví nebo také vojvodství (rumunsky Țara Moldovei, staroslověnsky Землѧ Молдавскаѧ), zkráceně Moldávie, bylo polonezávislé knížectví a léno Polského království, poté vazalský stát Osmanské říše a později protektorát Ruska. Bylo založeno v polovině 14. století.

## Historie
Prvním vládcem se stal Bohdan I., který se roku 1359 zbavil uherského vlivu a stal se tak prvním nezávislým knížetem.

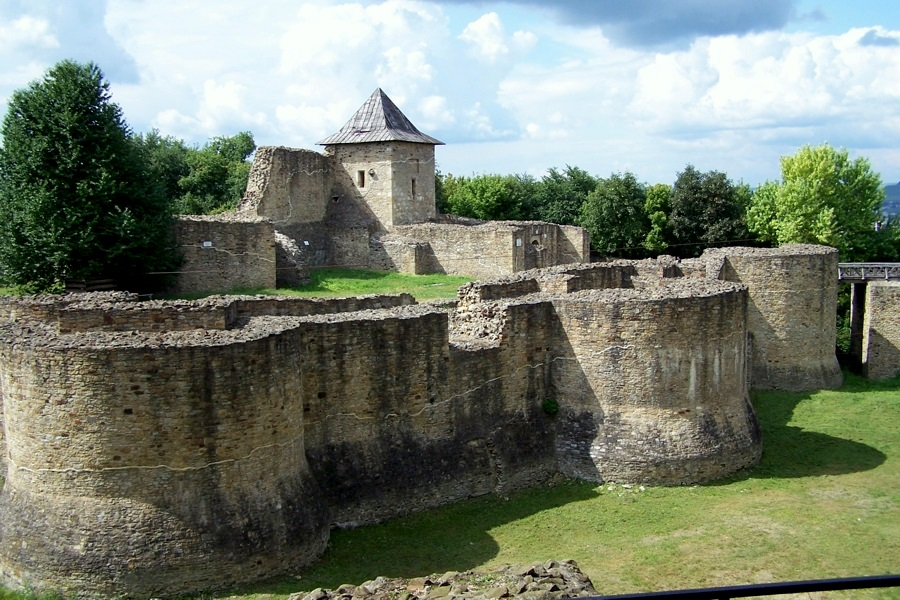
Pohled na východní část knížecí pevnosti v Sučavě

Později se Moldavsko dostalo do lenní závislosti na polském státě. Nejvýznamnějším moldavským vládcem byl kníže Štěpán III. Veliký (1457–1504). Za jeho vlády bylo knížectví ohroženo agresí sousedního Polska, Uherska, ale především Osmanské říše. Proti ní se Stefan snažil vytvořit alianci. Roku 1489 byl nakonec Turky donucen platit tribut a jeho nástupce později uznal lenní závislost země na Osmanské říši.
Již v roce 1769 po postupných porážkach obsadila severní území Moldavského knížectví (Bukovina) vojska carského Ruska a v roce 1774 Habsburské monarchie. K ní pak bylo území jako vévodství Bukovina v roce 1775 podle Konstantinopolské dohody připojeno.
Východní část knížectví Moldávie východně od řeky Prut byla roku 1792 připojena k Rusku jako Besarábie (roku 1918 se stala součástí Rumunska). Zbylá část knížectví (ležící západně od řeky Prut) roku 1829 získala od Osmanské říše samosprávu.
Mezi lety 1769 a 1854 bylo několikrát okupováno Ruským impériem. Od roku 1859 mělo společného knížete se sousedním s Valašským knížectvím s nímž se v roce 1862 sjednotilo, čímž vznikla Spojená knížectví Valašska a Moldávie, předchůdce dnešního Rumunska.

## Geografie

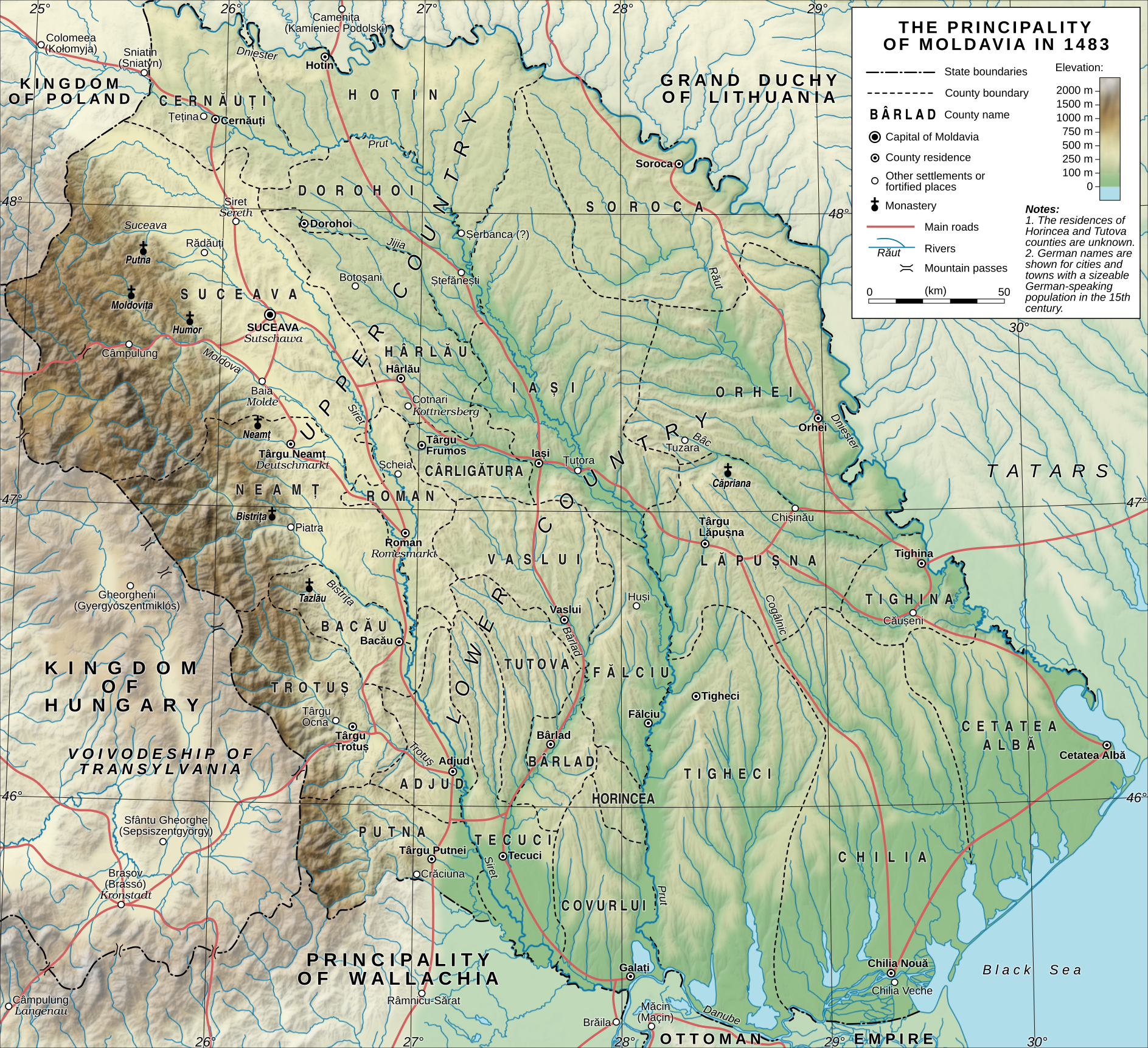
Moldavské knížectví v roce 1483 za vlády Štěpána III. Velikého
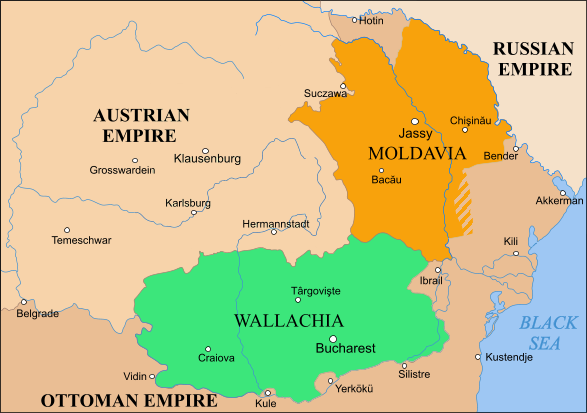
Moldavské knížectví (oranžová) v letech 1793–1812
Moldavské knížectví v roce 1812
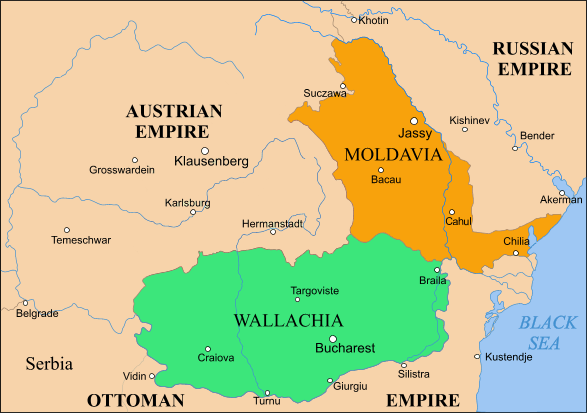
Moldavské knížectví (oranžová) po roce 1856

## Symbolika

### Vlajky, korouhve

Korouhev v bitvě u Baie, 1467

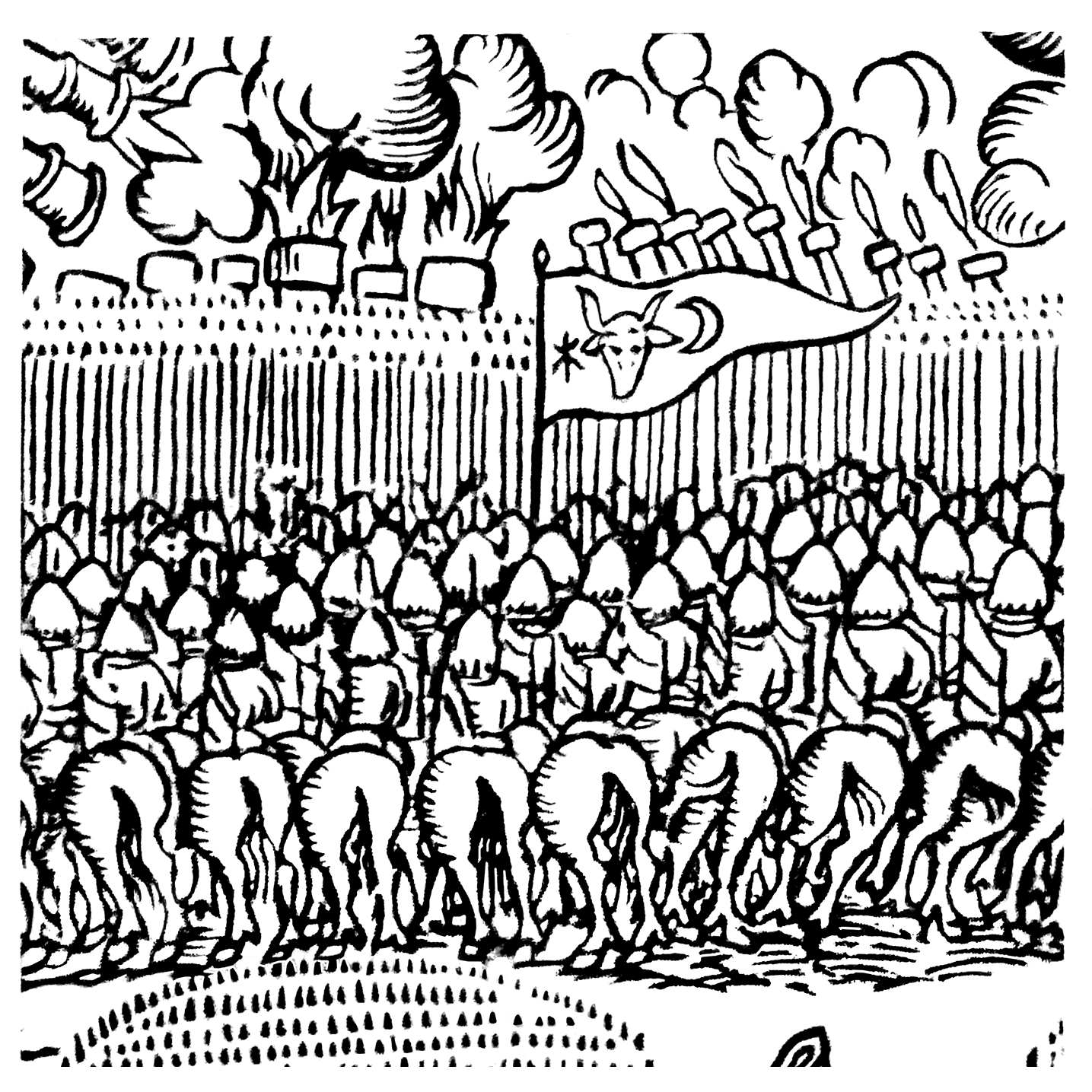
Korouhev v bitvě u Obertinu, 1531

Prapor v bitvě u Obertinu, 1531

| podoba | období                 | popis                                                                |
| ------ | ---------------------- | -------------------------------------------------------------------- |
|        | 1467                   | korouhev (rekonstrukce) z bitvy u Baie                               |
|        | 1531                   | korouhev (rekonstrukce) z bitvy u Obertinu                           |
|        | 14.–15. stol. [zdroj?] | knížecí prapor (rekonstrukce)                                        |
|        | 1574                   | prapor zaznamenaný A. Guagninim                                      |
|        | 1601                   |                                                                      |
|        | 17. století            | zaznamenán u oddílu moldavského jezdectva                            |
|        | 1834                   | vojenský prapor moldavského oddílu pěchoty                           |
|        | 1831–1859              | obchodní vlajka, jako státní potvrzená Pařížskou dohodou v roce 1858 |
|        | 1834–1861              | obchodní vlajka                                                      |

### Znak
| podoba | popis                                                  | podoba | popis                                           | podoba | popis                                      |
| ------ | ------------------------------------------------------ | ------ | ----------------------------------------------- | ------ | ------------------------------------------ |
|        | pečeť Štěpána III. Velikého (1457–1504)                |        | rekonstrukce znaku Štěpána III. (1457–1504)     |        | znak v roce 1586                           |
|        | znak za vlády Árona Tyrana (1591–1592, 1592–1595)      |        | znak v roce 1643                                |        | historický znak Moldávie 1806–1807         |
|        | státní znak v roce 1855 (vyobrazení z cestovního pasu) |        | reprodukce státního znaku podle cestovního pasu |        | malý znak z vojenského praporu z roku 1849 |